# Kałduny (województwo łódzkie)
Kałduny – wieś w Polsce położona w województwie łódzkim, w powiecie bełchatowskim, w gminie Bełchatów.
W latach 1975–1998 miejscowość administracyjnie należała do województwa piotrkowskiego.
Przez wieś przebiega droga wojewódzka nr 485.

## Niemieccy osadnicy w Kałdunach
W pierwszej połowie XIX wieku miejscowość zasiedlili niemieccy osadnicy wyznania ewangelickiego. Według spisu ludności z 1921 roku, większość mieszkańców wsi stanowili ewangelicy (314 osób na 340 mieszkańców), z których 309 deklarowało narodowość niemiecką. Opiekę duszpasterską nad osadnikami do 1939 roku pełnił Kościół Ewangelicko-Augsburski w RP, a tutejsi luteranie przynależeli do Parafii Ewangelicko-Augsburskiej w Bełchatowie. W Kałdunach, nieopodal cmentarza, znajdowała się kaplica, w której odbywały się coniedzielne nabożeństwa prowadzone przez bełchatowskiego pastora, bądź tutejszego kantora. We wsi działała również jednoklasowa szkoła kantoracka, w której w tygodniu odbywały się lekcje szkolne dla dzieci (do roku 1934 w języku niemieckim). 
W roku 1942 łódzka Gestapo wszczęła postępowanie przeciwko wspieranej przez bełchatowskiego pastora Roberta Lierscha grupie lokalnych pietystów, mające na celu powstrzymanie organizowania spotkań modlitewnych i godzin biblijnych w domu Karla Wühlera, skazanego uprzednio na karę wielomiesięcznego więzienia za nielegalny ubój. Na podstawie rozporządzenia Reichsstaathaltera Kraju Warty Greisera z 8 kwietnia 1942, spotkania takie mogły odbywać się jedynie za zgodą władz państwowych w wyznaczonych obiektach kościelnych. Pod groźbą pozbawienia wolności zabroniono kantorowi Ludwigowi Schachtschneiderowi odczytywania kazań i prowadzenia niedzielnych nabożeństw, a pastorowi Lierschowi nauczania religii w prywatnych domostwach.
Niemieccy ewangelicy opuścili Kałduny pod koniec II wojny światowej, bądź zostali po wojnie wysiedleni.